# دهستان حنا (بختگان)
دهستان حنا (بختگان) نام دهستانی در بخش حنا شهرستان بختگان، استان فارس در ایران است.

## جمعیت
براساس سرشماری مرکز آمار ایران در سال ۱۳۹۵، جمعیت آن ۴،۳۶۲ نفر (۱،۲۰۱ خانوار) بوده‌است.